# USS Alliance (1875)
USS Alliance – amerykańska slup z napędem parowym, który wszedł do służby w 1877 roku. Okręt należał do serii pięciu jednostek typu Enterprise. Podczas budowy okręt nosił nazwę USS „Huron”.

## Projekt i budowa
W 1874 roku trwała budowa pięciu slupów typu Enterprise, każdy w innej stoczni. Okręty o drewnianym kadłubie, wyposażono w napęd parowy. Siłownia jednostek składała się z ośmiu kotłów, wytwarzających parę dla jednej maszyny parowej o mocy około 800 KM, napędzającej jedną śrubę.
Budowa USS „Alliance” rozpoczęła się w stoczni Norfolk Navy Yard w 1874 roku. Wodowanie miało miejsce 3 marca 1875 roku. 

## Służba
Okręt wszedł do służby 18 stycznia 1877 roku. Jego pierwszym dowódcą był Theodore F. Kane. 9 marca tego roku okręt został przydzielony do Eskadry Europejskiej. Po zakończeniu misji w Europie, okręt powrócił do Bostonu 8 grudnia 1879 roku. W kwietniu 1880 roku został przydzielony do wykonywania misji patrolowych u wybrzeży Nowej Fundlandii. Latem 1880 roku został skierowany w rejon Zatoki Meksykańskiej. W czerwcu 1881 roku, po przystosowaniu w stoczni do żeglugi na wodach Arktyki, okręt wyruszył z misją ratunkową na północ, w związku z zaginięciem jednostki badawczej „Jeannette” . Między 1882 a 1886 rokiem okręt operował w ramach North Atlantic Station. Po zakończeniu misji na północnym Atlantyku okręt działał w rejonie Morza Śródziemnego i wschodnich wybrzeży Afryki, kontrolując amerykańskie jednostki handlowe w związku z podejżeniami że biorą one udział w transporcie niewolników. Pomiędzy lipcem 1887 roku a majem 1888 roku, wchodził w skład Eskadry Południowego Atlantyku . 
19 stycznia 1895 roku USS „Alliance” rozpoczął służbę jako jednostka szkolna. W 1904 roku w Culebra, Portoryko, z okrętu zdemontowano silnik, a kadłub zaczęto wykorzystywać do celów magazynowych . Okręt został sprzedany w 1911 roku. 